# NGC 7610

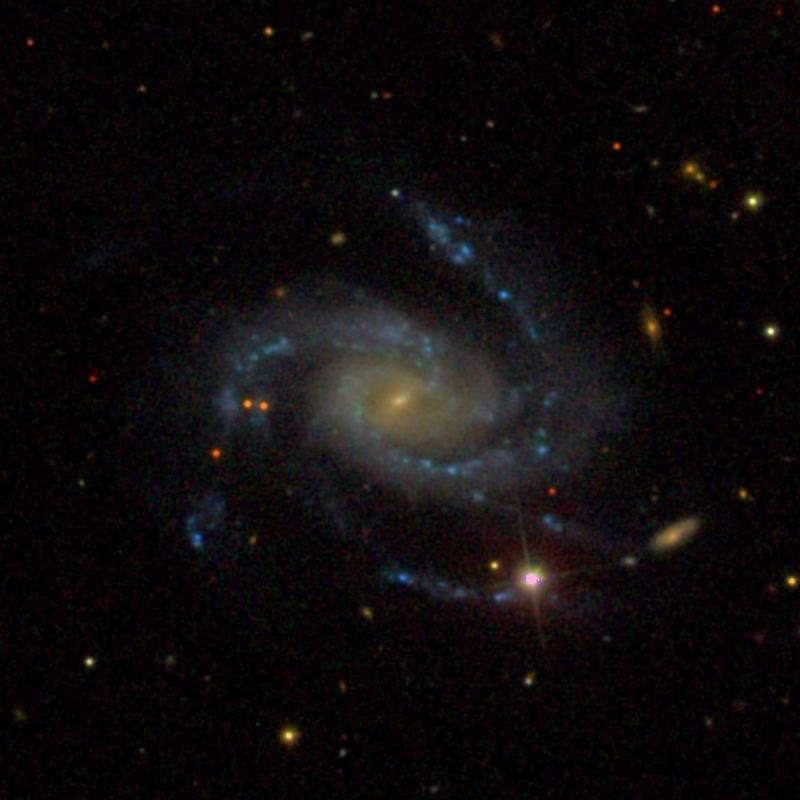
NGC 7610

NGC 7610是一個位於飛馬座的螺旋星系。該星系由英國天文學家安德鲁·安斯利·康芒發現於1880年8月。稍後在同一個月內康芒意外地「重新發現」了NGC 7610 ，並因此再增加了一個編號NGC 7616.。

## 超新星
2013年10月，天文學家在NGC 7610內發現了超新星SN 2013fs。該超新星在爆發後約3小時被偵測到，並在發現後數小時內取得光譜觀測資料，是至今最迅速獲得觀測結果的超新星之一。